# Internationella naturvårdsunionen

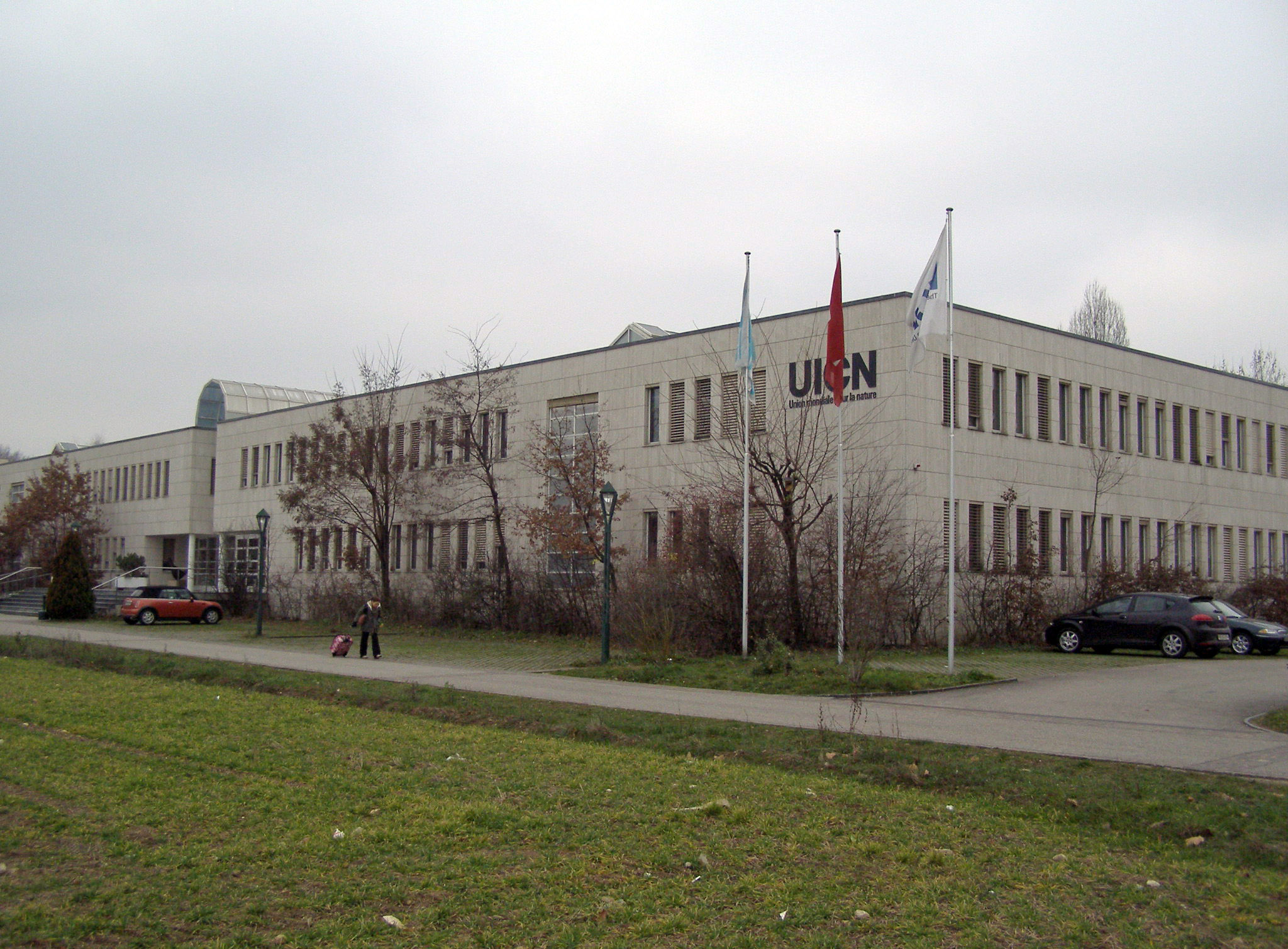
IUCN:s huvudkontor i Gland i Schweiz, 2006.

International Union for Conservation of Nature and Natural Resources (IUCN), på svenska Internationella naturvårdsunionen, är ett internationellt organ för naturskydd, hållbar utveckling och biologisk mångfald med över 1000 medlemsorganisationer. IUCN samordnar arbetet med att ta fram Rödlistan över hotade växt- och djurarter.

## Historia i korthet
- 1948: På initiativ av Unescos generalsekreterare Julian Huxley grundas organisationen under namnet International Union for the Protection of Nature (IUPN).[1]
- 1973: IUCN:s medlemsstater möts för att diskutera Washingtonkonventionen.[2]
- 1975: Som ett resultat av Washingtonkonventionen startas CITES, vars sekretariat först lyder under IUCN (idag under FN:s miljöprogram).[3]
- 1956: IUPN byter namn till International Union for Conservation of Nature and Natural Resources (IUCN).[1]
- 1980: Tillsammans med UNEP och Världsnaturfonden samarbetar IUCN med Unesco för att publicera World Conservation Strategy.[1]
- 1982: Som ett resultat av IUCN:s förberedande arbete antar FN:s generalförsamling resolutionen World Charter for Nature (UN GA RES 37/7).[4]
- 1990: Organisationen byter namn till World Conservation Union, men behåller förkortningen IUCN.[5]
- 2008: IUCN byter tillbaka till det idag fortfarande gällande officiella namnet International Union for Conservation of Nature and Natural Resources.[5]

## Kategorier

### Områden
- Ia. Strikt naturreservat (Strict nature reserve). Högsta skyddsnivån; mänsklig påverkan i stort sett begränsad till övervakning, forskning och utbildning.[6]
- Ib. Vildmarksområde (Wilderness area). Område skyddat huvudsakligen för att bevara vildmark
- II. Nationalpark (National park). Bevarande av ekosystem och för rekreation
- III. Naturmonument (Natural monument or feature). Bevarande av naturföreteelser
- IV. Habitat/Artskyddsområde (Habitat/species management area). Bevarande främst genom aktiv skötsel
- V. Skyddat landskap/havsområde (Protected landscape/seascape). Bevarande av landskap/havsområde och för rekreation
- VI. Skyddat naturresursområde (Protected area with sustainable use of natural resources). Bevarande främst för hållbart nyttjande av naturliga ekosystem

### Arter
| Kod | Engelsk definition    | Förklaring                                                               |
| --- | --------------------- | ------------------------------------------------------------------------ |
| EX  | Extinct               | Utdöd. Ingen levande individ finns någonstans                            |
| EW  | Extinct in the wild   | Utdöd i vilt tillstånd                                                   |
| RE  | Regionally extinct    | Nationellt utdöd. Avser en arts status inom ett visst geografiskt område |
| CR  | Critically endangered | Akut hotad                                                               |
| EN  | Endangered            | Starkt hotad                                                             |
| VU  | Vulnerable            | Sårbar                                                                   |
| NT  | Near threatened       | Nära hotad, svag                                                         |
| LC  | Least concern         | Livskraftig                                                              |
| DD  | Data deficit          | Kunskapsbrist, ofullständiga data                                        |
| NE  | Not evaluated         | Ej bedömd, ej undersökt                                                  |